# Orange County (Indiana)
Orange County is een county in de Amerikaanse staat Indiana.
De county heeft een landoppervlakte van 1.035 km² en telt 19.306 inwoners (volkstelling 2000). De hoofdplaats is Paoli.

## Bevolkingsontwikkeling

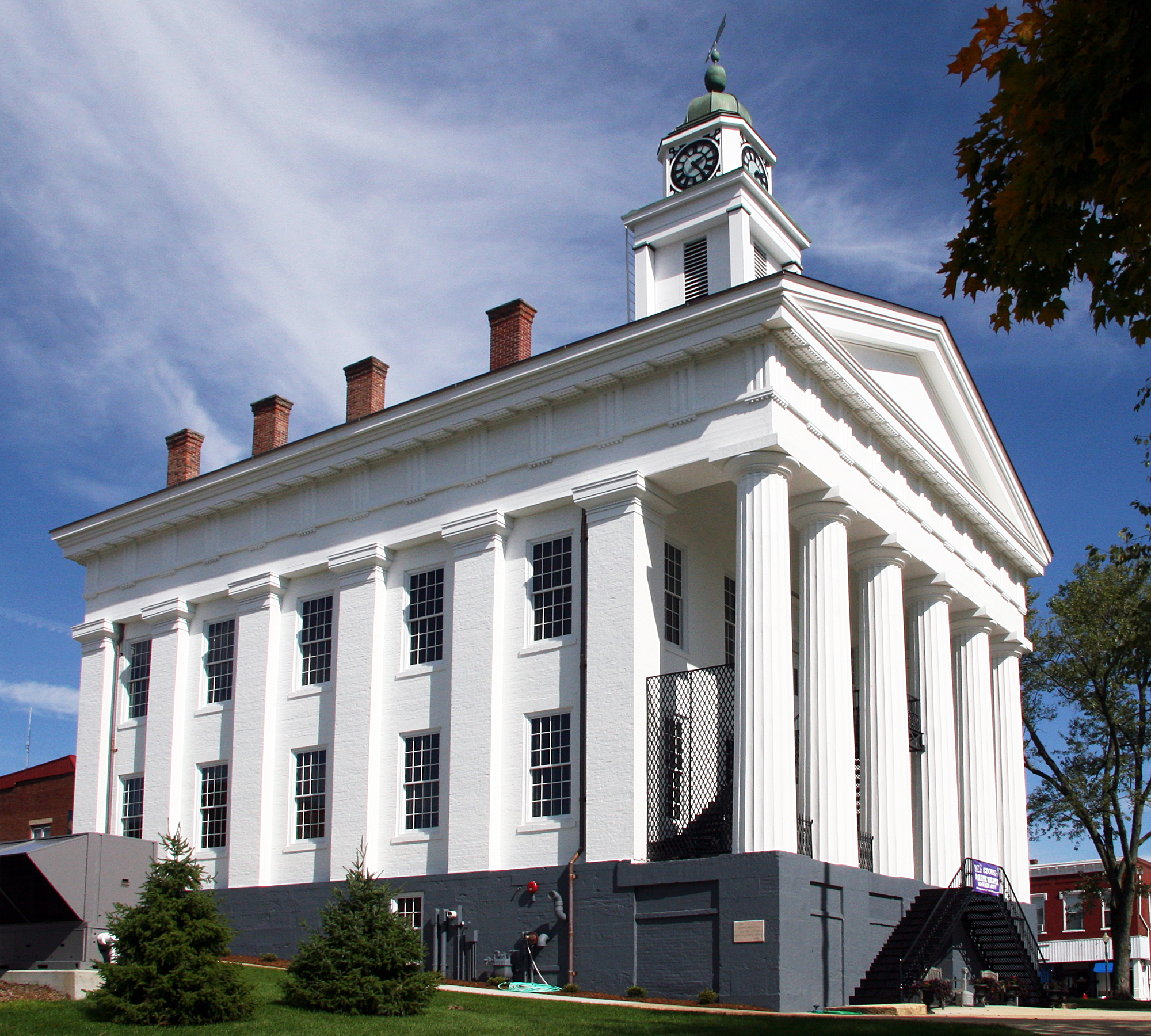
Orange County Courthouse